# Elly Ney

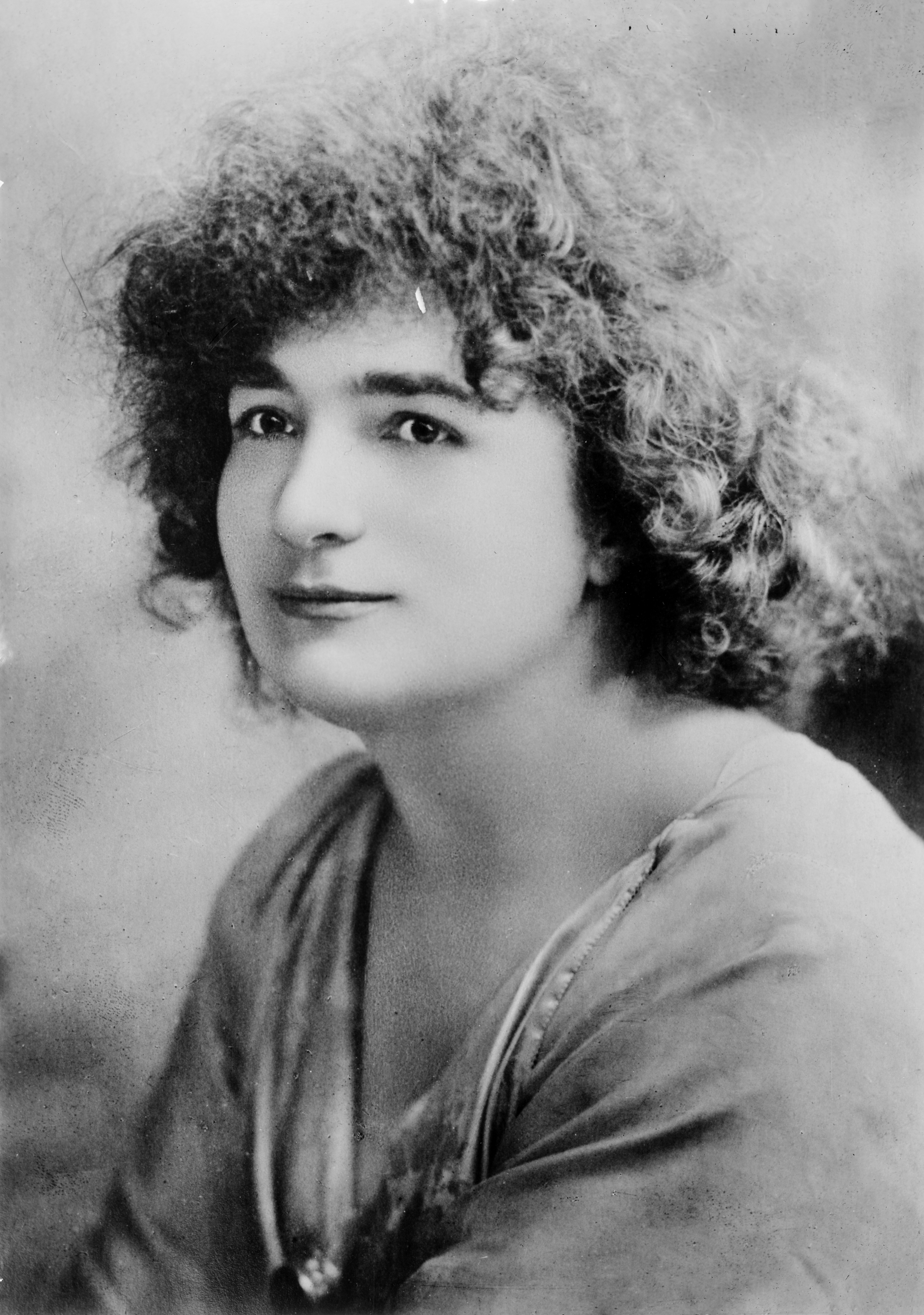
Elly Ney, 1900

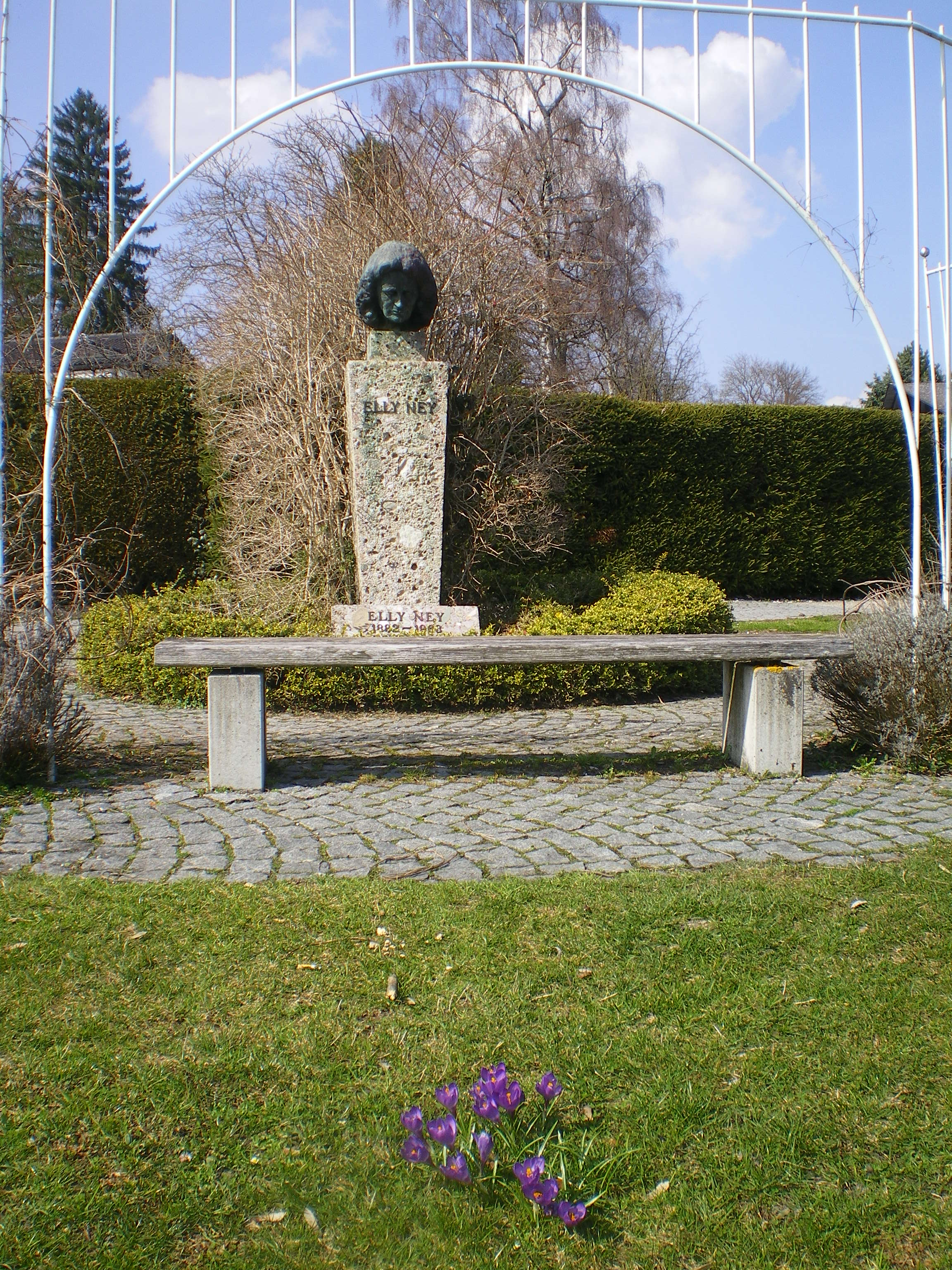
Denkmal für Elly Ney an der Brahmspromenade in Tutzing 3. April 2009

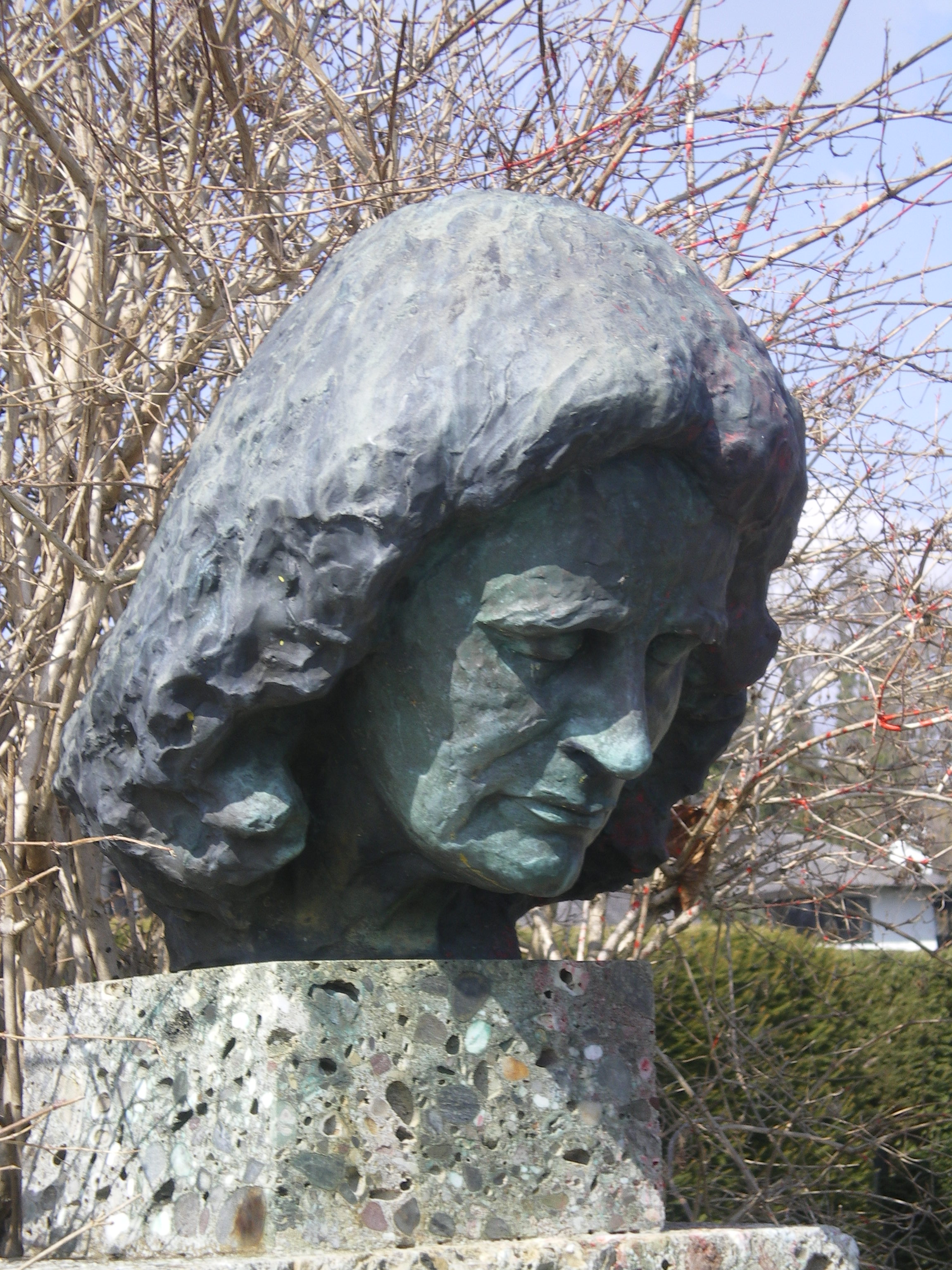
Denkmal für Elly Ney an der Brahmspromenade in Tutzing, Detail

Elly Ney (* 27. September 1882 in Düsseldorf; † 31. März 1968 in Tutzing) war eine deutsche Pianistin, die als Interpretin des klassisch-romantischen Repertoires, besonders der Klavierwerke Ludwig van Beethovens, international anerkannt war. Nach 1933 trat sie aktiv für die nationalsozialistische Ideologie ein und ließ sich als Künstlerin von den Machthabern für deren Zwecke instrumentalisieren. Diese Haltung führte nach dem Zweiten Weltkrieg immer wieder zu kontrovers geführten, öffentlichen Diskussionen über ihre Person.

## Leben

### 1882–1921: Jugend, Beginn der Karriere als Pianistin, Heirat
Elly Ney wurde am 27. September 1882 als Tochter des Feldwebels Jakobus Ney und der Musiklehrerin Anna Ney in Düsseldorf geboren. Da ihre Mutter nicht in einer Kaserne leben wollte, wechselte der Vater auf eine Beamtenstelle in Bonn. Kindheit und Jugend waren geprägt von einem sowohl militaristischen als auch musischen Elternhaus; der Historiker Michael H. Kater nennt ihre Erziehung xenophob.
Mit zehn Jahren wurde die hochbegabte Elly Ney Franz Wüllner, dem Direktor des Konservatoriums Köln vorgestellt, wo sie dann neun Jahre lang Schülerin von Isidor Seiß war. Mit neunzehn Jahren gewann sie den „Mendelssohn-Preis“ der Stadt Berlin, mit zwanzig erhielt sie in Köln den „Ibach-Preis“. 1903 setzte sie ihre Ausbildung in Wien bei Theodor Leschetitzky fort, wechselte aber bald zu Emil von Sauer.
Nach Beendigung ihres Studiums in Wien war Elly Ney von 1904 bis 1907 Lehrerin am Kölner Konservatorium und baute sich gleichzeitig eine Karriere als Konzertpianistin auf.
1911 heiratete sie den niederländischen Dirigenten und Violinisten Willem van Hoogstraten. Das Paar lebte zunächst in Schlangenbad und später in Bonn. Nach dem Ausbruch des Ersten Weltkriegs verlor Hoogstraten seine Stellung als Kurkapellmeister in Honnef. Zusammen mit dem Schweizer Cellisten Fritz Otto Reitz gründete das Paar das erste Elly-Ney-Trio und gab in Deutschland, der Schweiz und in den Niederlanden Konzerte. 1918 bekam das Ehepaar eine Tochter, die spätere Schauspielerin Eleonore van Hoogstraten.
1921 wurde Elly Ney Ehrenmitglied des Vereins Beethoven-Haus in Bonn.

### 1921–1930: Karriere in den USA
Von 1921 an lebte und wirkte Elly Ney vorwiegend in den USA, wo sie in ihren Konzerten als Interpretin des klassisch-romantischen Repertoires mit besonderem Schwerpunkt der Werke von Chopin, Brahms und Beethoven ihren Ruf als Pianistin festigte. Zahlreiche Berichte der New York Times aus den 1920er Jahren besprechen ihre Konzerte in Spielorten wie der Carnegie Hall in New York. Bei ihrem Debüt-Konzert in den USA am 15. Oktober 1921 spielte sie nur Beethoven, im zweiten Konzert Brahms, Schubert und Chopin. Hoogstraten leitete mehrere Orchester und wurde 1925 Musikdirektor des Oregon Symphony Orchestra. Sowohl als Solistin in Orchesterkonzerten unter Hoogstratens Leitung als auch in Klavierabenden gastierte Ney in fast allen großen Städten der USA, so zum Beispiel 1929 in Hollywood im Rahmen einer Reihe von Freiluftkonzerten Symphonies under the Stars. In den USA entstanden in den 1920er Jahren ihre ersten Plattenaufnahmen. 1928 heiratete sie in zweiter Ehe den Kohlewerkdirektor Paul Allais (1895–1990) aus Chicago, der ihr zuvor einige Jahre zu ihren Konzerten in den USA nachgereist war und dessen Wesen und Liebe zur Musik sie sehr beeindruckten. Die Ehe wurde bald wieder geschieden, man blieb aber freundschaftlich verbunden. Obwohl nicht mehr verheiratet, lebte Ney mit ihrem ersten Mann Hoogstraten danach weiter in einer Lebensgemeinschaft und feierte 1961 mit ihm Goldene Hochzeit; sie haben ein gemeinsames Grab in Tutzing.
Auch in Deutschland blieb Elly Ney in den 1920er Jahren weiter aktiv. Für ihren Beitrag zum besonders glanzvollen Gelingen des Beethovenfestes 1927 und für ihre internationale Karriere, die auch ihrer Heimatstadt Bonn zu Ansehen verhalf, wurde ihr im selben Jahr die Ehrenbürgerschaft der Stadt Bonn zugesprochen.

### 1930–1945: Die Zeit des Nationalsozialismus

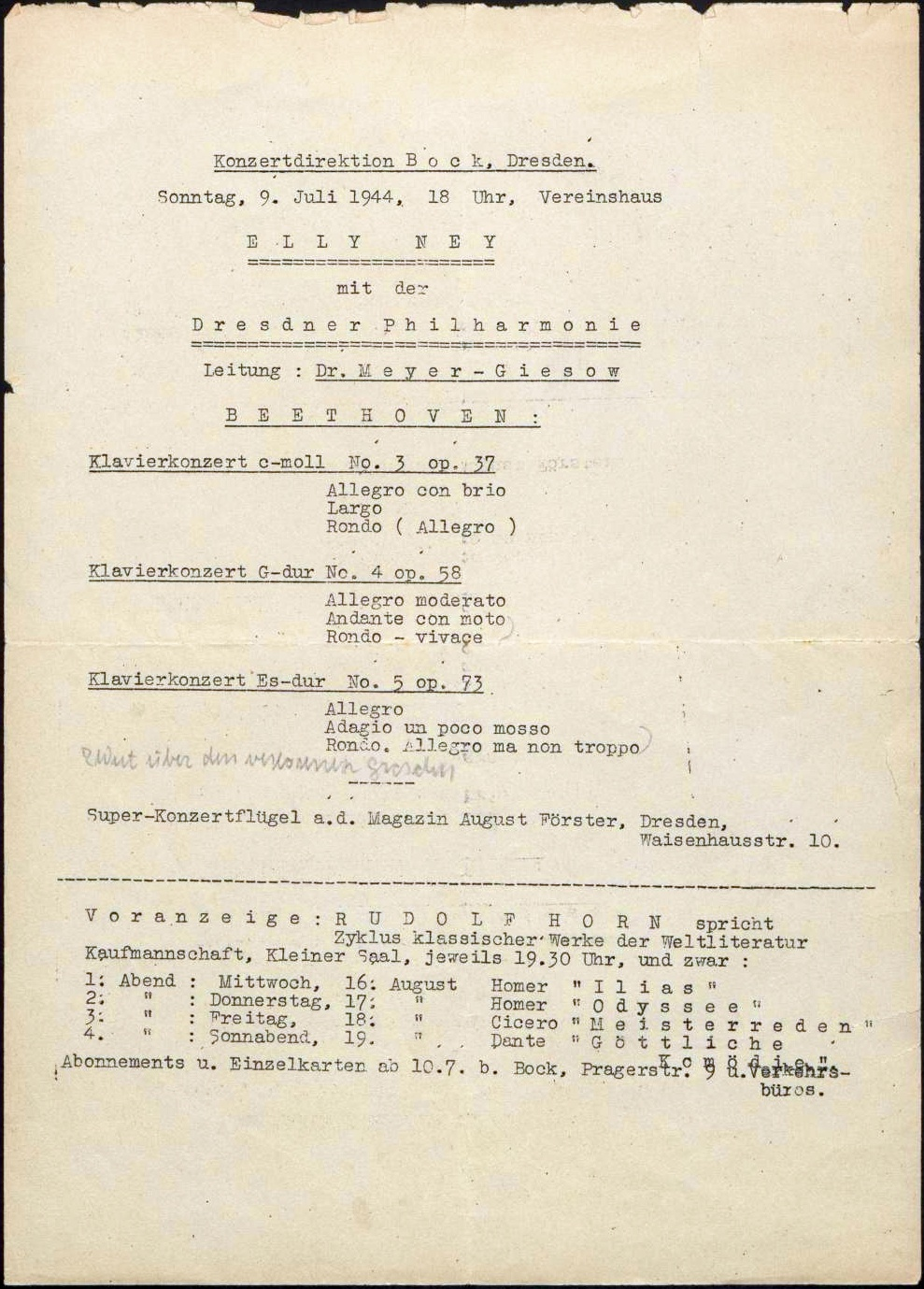
Konzertprogramm mit der Dresdner Philharmonie am 9. Juli 1944

Ab 1930 verlagerte sie ihren künstlerischen Wirkungskreis wieder nach Europa. Mit dem Geiger Wilhelm Stross und dem Cellisten Ludwig Hoelscher gründete sie 1932 erneut ein Trio, das als Elly-Ney-Trio international agierte.
Im Jahr 1933 beantragte Ney, die nach ihrer Scheidung staatenlos war, die Wiedereinbürgerung in Deutschland. Angesichts der Prominenz der Antragstellerin wurde vom zuständigen Beamten die Frage, ob „die Antragstellerin in nationaler Hinsicht als wertvoller Bevölkerungszuwachs anzuerkennen sei“, positiv beantwortet. Sie sei als Künstlerin im deutschen Sinne tätig gewesen, wenngleich ihre Heirat mit einem Amerikaner an sich gegen eine gute deutsche Gesinnung spräche, so der Beurteiler der Stadt Bonn über deren Ehrenbürgerin.
1933 begeisterte sich Elly Ney für Adolf Hitler und wandte sich dem Nationalsozialismus zu. In einem Brief an Willem van Hoogstraten vom März 1933 schrieb sie:
„Eben hörte Hitler 45 Minuten sprechen. Bin tief erschüttert. Eine ungeheure Gewalt. Lies die Rede! … Das ist Wahrheit einer tief empfindenden und entflammten Menschenseele. Hitler sprach mir aus der Seele über die Kunst. … Endlich wird es ausgesprochen und wird die Bahn frei.“
Mit Erlass vom 19. April 1937 wurde ihr von Hitler der Titel Professor verliehen, zum 1. Mai 1937 trat sie der NSDAP bei (Mitgliedsnummer 6.088.559). Für ihre Mitarbeit bei den Olympischen Spielen 1936 verlieh Hitler ihr 1937 eine Erinnerungsmedaille. Ney war Mitglied weiterer nationalsozialistischer Organisationen, unter anderem als Ehrenmitglied im Bund Deutscher Mädel (BDM), und hielt Reden an die Jugend, in denen sie Beethoven und die „nordische Musik“ im Geist des Nationalsozialismus deutete.
Im Zweiten Weltkrieg gastierte Elly Ney 1941 auch im Generalgouvernement Polen in Krakau, wo damals die „Philharmonie des Generalgouvernements“ eingerichtet war. Ihre missionarische Musikauffassung bewies sie 1942 in Görlitz, wo sie die zweite Aufführung von Carl Orffs Carmina Burana unter Protest verließ, das Werk als „Kulturschande“ bezeichnete und ein lokales Aufführungsverbot erreichte. Ney spielte im Verlauf des Kriegs zunehmend Konzerte in Lazaretten und Krankenhäusern. 1943 erhielt sie das Kriegsverdienstkreuz 2. Klasse für Truppenbetreuung. 1944, in der Endphase des Krieges, wurde sie von Hitler in die Gottbegnadetenliste der unersetzlichen Künstler aufgenommen.
In der Anfangsphase der Zeit des Nationalsozialismus gab sie zahlreiche kostenfreie Konzerte für Organisationen der NSDAP und beschwerte sich beim Reichspropagandaministerium über zu wenige staatliche Aufträge als Honorarkünstlerin. Später wurde sie offenkundig häufiger bezahlt, denn für 1943 meldete sie ca. 190.000 Reichsmark Einnahmen.
Im Jahr 1937 hatte Elly Ney ihren Wohnsitz in das oberbayerische Tutzing verlegt. Von 1939 bis 1945 leitete sie eine Klavierklasse am Salzburger Mozarteum.

### 1945–1968: Alterskarriere, Tod

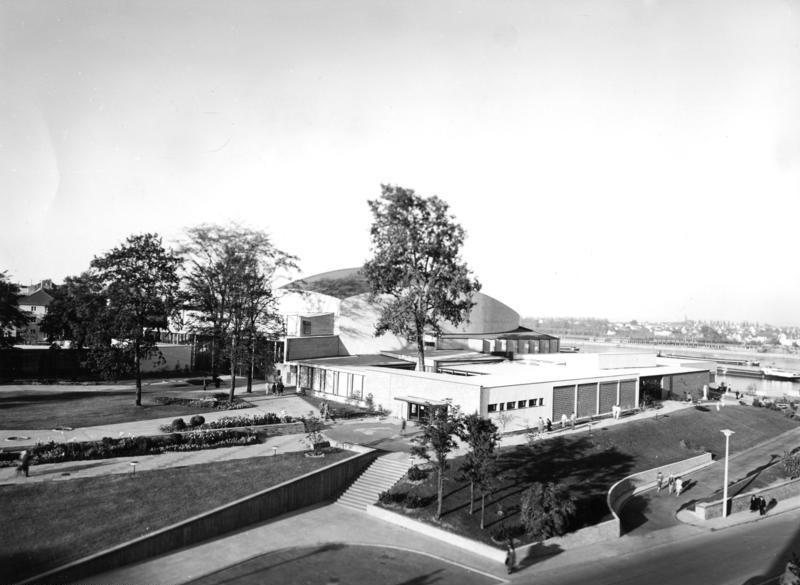
Beethovenhalle in Bonn 1959 nach Wiederaufbau

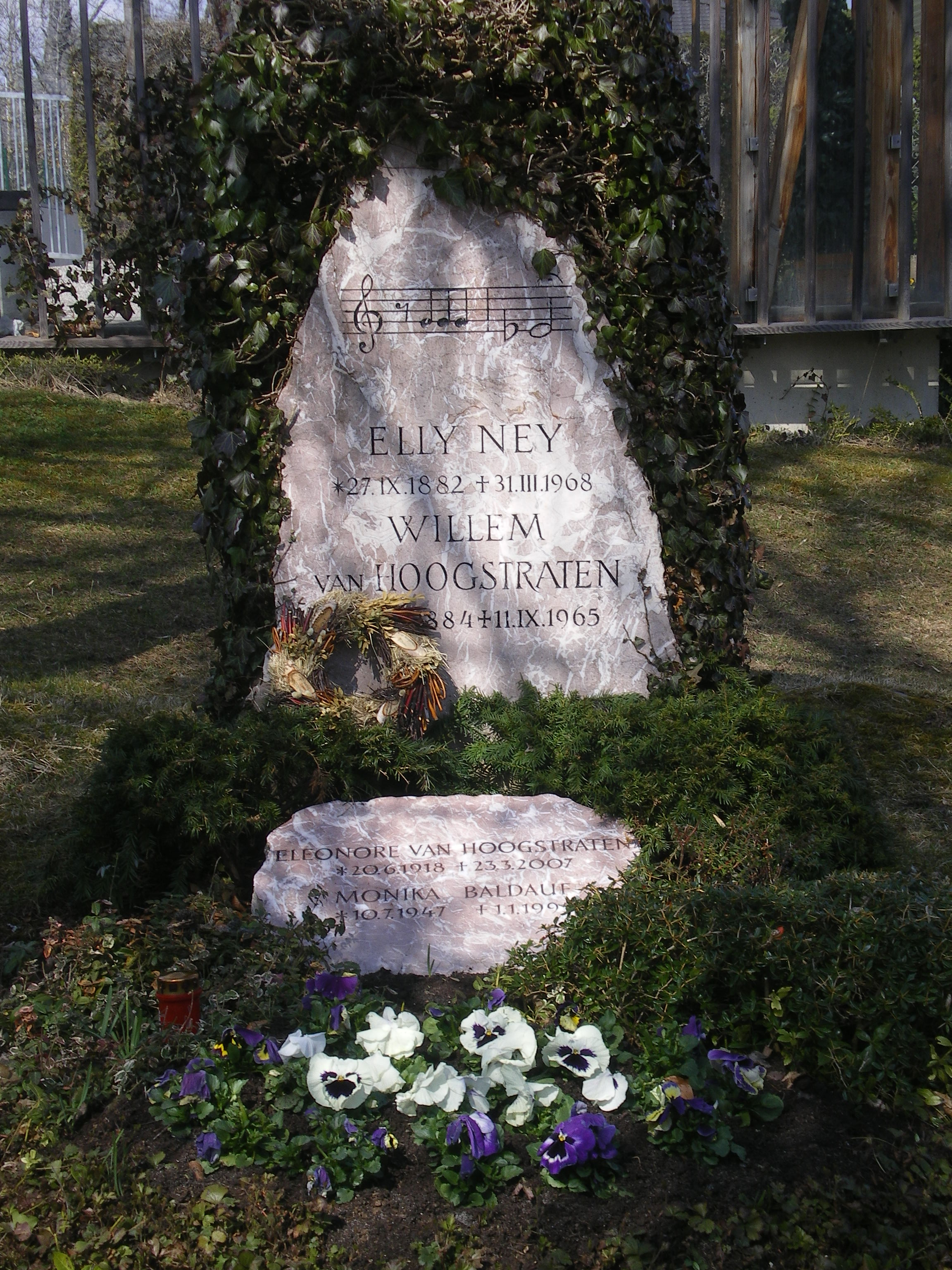
Ehrengrab für Elly Ney in Tutzing (3. April 2009). Auch ihr erster Ehemann und ihre Tochter sind in demselben Grab beigesetzt.

Nach Kriegsende sollen auch Einheiten der amerikanischen Besatzungstruppe Elly Ney zu Konzerten eingeladen haben. Soweit bekannt, spielte sie Mitte 1945 für deutsche Kriegsgefangene auf dem Rittergut in Sierkshagen (britische Zone bei Neustadt/Holstein), das als Kriegsgefangenenlager hergerichtet war. In der Scheune des Gutes gab sie ein etwa vierstündiges Konzert für die Gefangenen.
Auch nach Ende der NS-Diktatur blieb Ney mit Kreisen früherer NSDAP-Musikfunktionäre in enger Verbindung. So berichtet Felix Oberborbeck (NSDAP seit 1. Mai 1933) in den von ihm herausgegebenen Rundbriefen an ehemalige Lehrkräfte und Studierende der von den Nationalsozialisten gegründeten Hochschule für Musikerziehung in Graz-Eggenberg, den Eggenberger Chroniken, über ein Treffen vom 1. bis 8. Juni 1947 auf Gut Waitzacker bei Weilheim/Oberbayern: „Mancher Gast trat überraschend auf, von allen jubelnd begrüßt: Willhelm Twittenhoff, Elly Ney, Willem van Hoogstraten, Heinz Müller, eben aus Frankreich heimkehrend, und mancher, der nicht gemeldet war!“ Der erwähnte Musikpädagoge Willhelm Twittenhoff war seit 1937 ebenfalls Mitglied der NSDAP sowie in leitenden Positionen während der NS-Herrschaft.
Wegen ihrer nationalsozialistischen Verstrickung wurde Elly Ney, die in den 1920er und 1930er Jahren maßgeblichen Anteil an der Gestaltung und Entwicklung der Beethovenfesttage in Bonn gehabt hatte und mit dem Elly-Ney-Trio sowie als Solistin die dominante Musikerin dieser Musikereignisse gewesen war, von der Stadt Bonn in der Nachkriegszeit bis 1952 mit einem Auftrittsverbot belegt.
Trotz ihrer nationalsozialistischen Vergangenheit konnte Elly Ney, genau wie andere Künstler, deren Nähe zum Nationalsozialismus bekannt war und die ihre Karriere fortsetzten, in den 1950er Jahren eine Alterskarriere beginnen, die bis wenige Wochen vor ihrem Tod andauerte. Sie gab Konzerte in Gefängnissen und Flüchtlingslagern, veröffentlichte 1952 eine Autobiographie und spendete für den Neubau der Bonner Beethovenhalle. Nachdem jedoch durch die Presse verbreitet worden war, dass sie dem rechtsextremistischen Deutschen Kulturwerk Europäischen Geistes nahestand, stellte sie ihre Zahlungen ein. In ihrem Nachlass wurde allerdings ein Sparbuch mit dem Zweck „Spenden für den Wiederaufbau der Beethovenhalle“ gefunden, auf das bis 1959 Spenden eingegangen waren. Der Betrag von ca. 75.000 DM wurde 1995 für Renovierungsarbeiten an der Beethovenhalle verwendet. Ebenfalls 1952 erhielt sie die Ehrenbürgerschaft der Gemeinde Tutzing in Bayern aufgrund ihrer Verdienste um die Musik und ihrer musikalischen und kulturellen Aktivitäten an ihrem damaligen Wohnort.
Sie unternahm weiterhin ausgedehnte Tourneen und spielte zwischen ihrem 79. und 86. Lebensjahr einen Großteil ihres Repertoires als Solistin oder unter ihrem Lebenspartner Willem van Hoogstraten als Dirigent der Nürnberger Symphoniker auf Stereoschallplatten ein. Ebenso machte sie Film- und Fernsehaufnahmen. Am 6. Februar 1965 gab sie im Kanzlerbungalow für Ludwig Erhard und ausgewählte Gäste ein Hauskonzert. Auch andere bedeutende Politiker der Nachkriegszeit wie Theodor Heuss und Kurt Georg Kiesinger besuchten Konzerte von Elly Ney und würdigten ihre Kunst. Im Herbst 1964 nahm sie als Solistin im Alter von 82 Jahren an einer 19-tägigen Tournee des Berliner Symphonischen Orchesters unter C. A. Bünte durch die Bundesrepublik Deutschland teil. Zu ihrem 85. Geburtstag gab die Stadt Bonn einen Empfang, an dem auch der damalige Bundespräsident Heinrich Lübke teilnahm.
Elly Ney war Lehrerin renommierter Musiker wie zum Beispiel Franz Hummel.
Sie starb 1968 im 86. Lebensjahr in Tutzing und wurde auf dem dortigen Neuen Friedhof neben ihrem 1965 verstorbenen ersten Ehemann und späteren Lebenspartner Willem van Hoogstraten beerdigt. Der damalige Oberbürgermeister von Bonn, Wilhelm Daniels, hielt eine Trauerrede.
Der Nachlass von Elly Ney befindet sich im Stadtarchiv Bonn.

## Tondokumente
Zwischen 1907 und 1930 erschienen dreizehn Werke für Klavier, die Elly Ney für das Reproduktionsklavier Welte-Mignon aufgenommen hatte, sicherlich die ältesten von ihr bekannten Aufnahmen.

## Klavierspiel als Kunst und Missbrauch
Elly Ney war eine hochbegabte Pianistin, die nach ihrer Ausbildung, besonders bei Emil von Sauer, den frühen Erfolgen und durch ihre internationale Konzerttätigkeit schon vor der Zeit des Nationalsozialismus als Interpretin Anerkennung und Berühmtheit erlangt hatte. Ihre Karriere war also nicht nur dem Eintreten für die Ideen des Nationalsozialismus geschuldet. Einer Künstlerin ihres Ranges wären auch unter anderen politischen Verhältnissen Ämter und Ehrungen zuteilgeworden. Das Reichskulturkammergesetz vom 22. September 1933 förderte ihre Karriere in den 1930er Jahren; ebenso die Bedeutung, die das NS-Regime in der Zeit des Nationalsozialismus  der Musik Beethovens zumaß. Ihre Memoiren enthalten keinerlei Hinweise auf diese Verstrickungen. Dies gilt auch für die Schriften, die sich nach dem Zweiten Weltkrieg der Künstlerin widmeten. Es sind Beispiele einer Hagiographie, die alles vermeidet, was das Ansehen der verehrten Person vermindern könnte. So werden vor allem Elly Neys Bemühungen herausgestellt, durch zahlreiche Auftritte in Gefängnissen, Krankenhäusern oder Schulen auch denjenigen den Genuss klassischer Musik zu ermöglichen, die keine oder wenig Gelegenheit dazu hatten. Ein besonderer Nachdruck wurde auf den großen Kreis von Verehrerinnen und Verehrern gelegt, die sich aus allen Schichten der Nachkriegseliten rekrutierten und bei denen nach heutiger Erkenntnis der Wille zur Aufarbeitung der geschehenen Untaten fehlte.

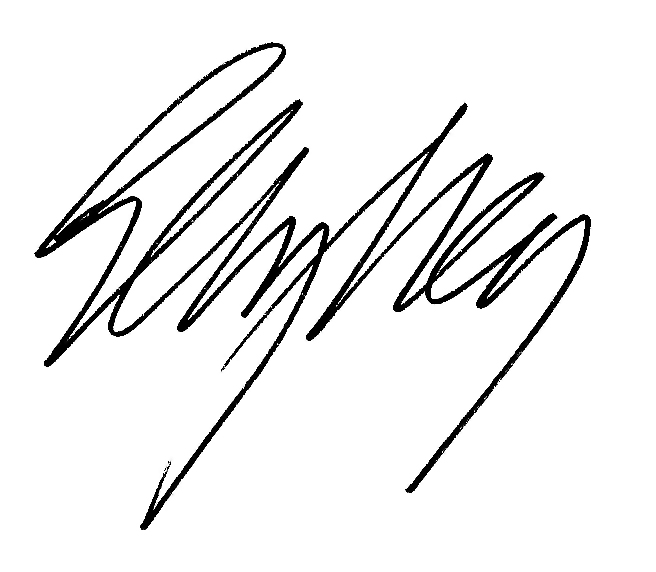
Autogramm Elly Ney 1965

Über ihr Klavierspiel, das in der Betonung des emotionalen Gehaltes des Kunstwerkes, ähnlich wie das ihrer Zeitgenossen Edwin Fischer oder Alfred Cortot, dem Interpretationsstil des 19. Jahrhunderts verpflichtet war und sich vom Klavierspiel späterer Generationen deutlich unterschied, schrieb der Musikkritiker Joachim Kaiser: „Immer wieder versuchte sie …, herauszuholen, worüber blendende Pianisten gern hinwegwollen: die Innigkeit.“
Ein charakteristisches Merkmal ihrer Klavierkunst, besonders in den späteren Jahren, war die Einfachheit und Natürlichkeit, mit der sie spielte. Sie kontrastierte mit ihrem zeremoniellen, weihevollen Auftreten. Trotz des altersbedingten Nachlassens der Kräfte arbeitete sie noch im hohen Alter an der Verbesserung ihrer Technik und der Ausschöpfung der gestalterischen Möglichkeiten des Klaviers. Diese Arbeit schloss auch sehr schwierige Werke der Klavierliteratur ein.
Elly Ney gab in ihren Konzerten oft Einführungen in die Musik, die sie spielte, wobei die Werke Beethovens ein besonderer Schwerpunkt waren. Die Verbindung von Wort und Musik, eine Darbietungsform, die sie schon in ihren frühen Jahren als Interpretin pflegte, diente nicht der musiktheoretischen Erläuterung der gespielten Werke, sondern sollte dem Zuhörer in künstlerischer Weise die Umwelt und Lebensumstände des Komponisten näherbringen, die zu dem Kunstwerk geführt haben, um so seinen geistig-emotionalen Gehalt zu verdeutlichen. Dieser Ansatz, Leben und Schaffen der Komponisten als Einheit aufzufassen und darzustellen, blieb Ney ein wichtiges Anliegen während ihrer gesamten Laufbahn als Pianistin.

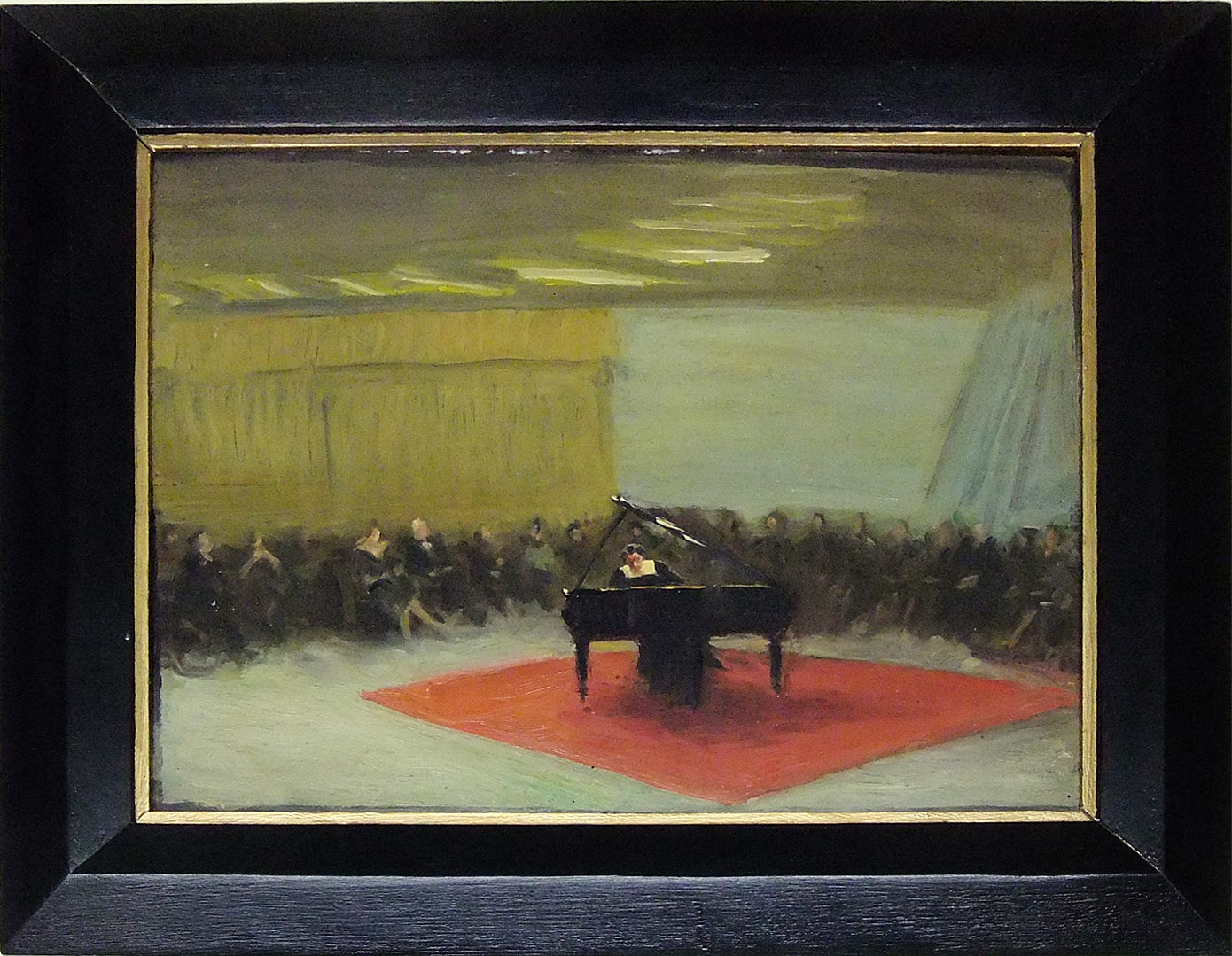
Die Künstlerin im Konzert, 1920
Ölgemälde von Fritz Discher

Der Musikwissenschaftler Siegfried Mauser (* 1954), ehemaliger Rektor der Hochschule für Musik und Theater München, datierte den Leistungshöhepunkt von Elly Ney auf die 1920er Jahre und bewertete ihre späteren Leistungen als die einer durchschnittlichen Pianistin. Mauser bezeichnet Ney als Vertreterin eines kunstreligiösen Beethoven-Interpretationsstils, der vom NS-Regime ähnlich wie die Musik Wagners für seine Zwecke instrumentalisiert wurde, was Ney eine Verlängerung ihrer Karriere ermöglichte. Mauser äußerte 2009, die Qualität von Neys Musikinterpretationen nach 1930 sei geringer gewesen als die von Pianisten wie Artur Schnabel oder Edwin Fischer.
„Höheres gibt es nichts, als der Gottheit sich mehr nähern als andere und von hier aus die Strahlen der Gottheit unter das Menschengeschlecht zu verbreiten“ lautete das Schlusswort von Elly Neys Vortrag Wie ich zu Beethoven kam.
Ney spielte 1921 bei ihrem ersten Konzert in den USA drei Klaviersonaten von Beethoven, Nr. 29 (Hammerklavier), Nr. 23 (Appassionata) und Nr. 14 (Mondscheinsonate) sowie Sechs Variationen für Klavier und Andante favori. Die New York Times schrieb dazu:

“Mme. Ney as a neo-classicist, is no stickler for the letter of the law, Beethovenian or otherwise, but she had ideas about the music, chosen at risk of monotony and anti-climax, and she created a mood unconventional but not inappropriate to the spiritual titan of sculpturesque sounds whose works rank with Angelo and Rodin.”

„Frau Ney ist als Neoklassizistin keine Verfechterin der reinen Lehre Beethovens oder anderer, aber sie hatte eigene Ideen zur Musik, auch auf die Gefahr von Monotonie und fehlender Steigerung hin. Sie erzeugte eine unkonventionelle Stimmung, die aber dem geistigen Titanen gemeißelter Klänge durchaus entsprach, dessen Werke auf gleicher Höhe mit Michelangelo und Rodin stehen.“

„In den Sympathiebekundungen der Ney-Gläubigen wurde diskret darüber hinweggesehen, daß das Spiel der greisen Pianistin nicht mehr immer sachlicher Kritik standzuhalten vermag, von subjektiver künstlerischer Beurteilung ganz zu schweigen. Diskret ist auch längst Elly Neys pianistischer Großeinsatz im Dritten Reich vergessen. Erfahrene Ney- und Beethoven-Kenner leugnen indes nicht, dass die Altmeisterin mitunter in der Hingabe des Spiels ganze Passagen versehentlich wegläßt.“

„Beim Verklingen der letzten Arietta-Takte herrschte Staunen über die geistige und physische Kapazität der Künstlerin. Als Elly Ney aber dann noch 45 Minuten Zugaben aus dem Ärmel schüttelte, war des Jubels kein Ende. Unter den herausragenden Phänomenen unserer Zeit ist Elly Ney eines der bemerkenswertesten.“

„Das Klavierspiel von Elly Ney war weltweit bekannt durch exzessives Temperament verbunden mit Esprit; wie einst die berühmte argentinische Pianistin Teresa Careño vermochte sie das von Haus aus spröde Klavier zum Singen zu bringen; ihre brillante klavieristische Technik vor allem das Legato-Oktavenspiel im Pianissimo wurde in vielen Kritiken bezeugt.“

„Hier huldigt eine Grande Dame des Klaviers derart beeindruckend ihren Hausgöttern Beethoven, Mozart und Schubert, dass man geneigt ist, die politischen Verfehlungen ihres Lebens rundheraus gering zu achten. Darin liegt für kritisch reflektierende Hörer ein Dilemma, das selbst unter weniger gestrengen historischen und moralischen Massstäben kaum aufzulösen ist. Und dieser Zwiespalt wird eher mit jedem Takt grösser – so einzigartig und tiefsinnig wirkt dieses Klavierspiel. … Fast schon unerklärlich ist diese ungebrochene Gestaltungskraft bei der Beethoven-Platte, die als Glanzstück das gewaltige Adagio aus der «Hammerklaviersonate» enthält. … Dies ist eine grosse, dabei völlig uneitle Kunst, deren Magie man sich kaum entziehen kann.“

„Als Kopf des nach ihr benannten Trios nämlich (alternierend mit Florizel von Reuter und Max Strub als Geiger, mit dem Bratschisten Walter Trampler und dem Cellisten Ludwig Hoelscher) weiß Ney sehr wohl zu überzeugen – und zwar just bei den Komponisten, die nicht Beethoven heißen: in einer tiefsinnig schönen Wiedergabe von Schumanns Es-Dur Klavierquartett (op. 47) von 1938, in einem fast aufgekratzten Haydn-Rondo drei Jahre zuvor. In Beethovens Geistertrio hingegen bündeln sich erneut alle Eigenwilligkeiten ihres Spiels, das priesterliche Sich-Versenken in die Partitur, das Erstarren und Verharren auf vertikalen Klangsockeln, die unerbittlich langsamen Tempi jenseits aller Spannungsgesetze und dramaturgischen Zusammenhänge.“

## Belege und Wertungen zu Elly Neys aktivem Eintreten für den Nationalsozialismus
- Am 23. Juni 1935 sagte Elly Ney in ihrer Ansprache zum Auftakt des 5. Volkstümlichen Beethovenfestes in Bonn:

„Wir haben ja das wunderbarste Vorbild an unserem Führer, bei dem jedes Wort und jede Handlung eine Wiedergabe ist von heiligster Überzeugung, von unerschütterlichem Glauben. Diesen Glauben wollen wir doch in uns hüten und stärken, er ist unser Stern, dem wir treu bleiben wollen, er ist unser Quell, aus dem die göttliche Musik unseres Meisters entsprang. … Was ist denn klarer, wahrer, echter als die Musik unseres Beethoven? Gerade diese Musik brauchen wir heute, die Musik des Kämpfers und Siegers für die Kämpfenden und Siegenden. Das ist die Quelle, die im Herzen unseres Volkes als Gottesgabe verborgen liegt, die uns erlöst vom Banne des Feindlichen, Fremden, die uns zur Besinnung führt auf unsere Pflichten für unser Volk, unsere Jugend.“

- Nachdem ihr am 19. April 1937 von Hitler der Titel Professor verliehen worden war, schrieb sie in einem Danktelegramm an Reichskulturwart Hans Hinkel vom Propagandaministerium:

„Es wird weiterhin mein heißes Bestreben sein, unserer Jugend die Einheit des gewaltigen Geschehens durch unseren Führer mit den erhabenen Schöpfungen unserer großen Meister nahezubringen.“

- In einem Telegramm an Adolf Hitler vom 17. Dezember 1938 heißt es:

„Mein Führer, nach meinem Berliner Schubertabend in der Philharmonie lebte aufs neue mein sehnlichster Wunsch auf, Ihnen, mein Führer, einmal Schubert vorspielen zu dürfen. Seit Jahren war es mein grösster Wunsch, meinen innigverehrten Führer an dieser ergreifenden Sprache der Ostmark teilnehmen zu lassen.“

- 1938 sagte sie in einem Arbeitslager der Reichsjugendführung:

„Die Jugend vertraut ihren Führern bedingungslos, weil diese sich die idealistischen, von Adolf Hitler vorgeschriebenen Ziele zu eigen gemacht haben.“

- 1940 schrieb sie in einem Brief an das Reichspropagandaministerium über eine Reise in die besetzten Niederlande:

„Es ist mir nicht sehr angenehm, daß ich dort im Hotel Central wohnen muß. Jedoch hoffe ich, daß sich dort keine Juden mehr aufhalten, so wie es früher war.“

- Aus privaten Briefen ihres Nachlasses im Stadtarchiv Bonn ergeben sich zahlreiche weitere Belege für ihren Antisemitismus und ihre Unterstützung der Ideologie des Nationalsozialismus. Zum Beispiel teilte sie im Mai 1933 Willem van Hoogstraten in einem Brief mit, dass sie die Bücherverbrennung der Nationalsozialisten befürworte. In einem weiteren Brief zeigte sie sich begeistert von der Entfernung jüdischer Musiker aus staatlich finanzierten Stellen und die Folgen von Boykott-Aufrufen für die Konzerte jüdischer Musiker. Diese seien „ausgespielt“, während ihre eigenen Konzerte ausverkauft seien.[33] 1933 empfand es Elly Ney als Zumutung, für Rudolf Serkin in Hamburg einzuspringen, der nach dem Reichstagsbrand am 28. Februar 1933 auf Druck aus Berlin für das Reichs-Brahmsfest in Hamburg ausgeladen wurde.[34] Ihrem Lebenspartner Willem van Hoogstraten teilte sie in einem Brief mit: „… aber inzwischen erlebe ich doch, wie ohne Gewalttaten aber doch tatsächlich die Christen jahrelang durch die Juden unterdrückt waren. … Sympathisch ist es mir nicht, für Serkin in Hamburg zu spielen. Ich leide darunter und kann es nur, wenn ich an das Werk allein denke.“[5] Elly Ney spielte auf dem Hamburger Reichs-Brahmsfest anstelle von Rudolf Serkin.[35]

(Rudolf Serkin kannte diese Abneigung vermutlich nicht. Er würdigte Elly Neys Klavierspiel; die Abendzeitung München zitierte ihn im Nachruf bei Elly Neys Tod.)
Hinweise auf unmittelbare Denunziationen anderer Personen durch Elly Ney gibt es nicht. Allerdings gibt es auch keine Hinweise, dass sie wie Wilhelm Furtwängler ihre Kooperation mit den Nationalsozialisten nutzte, um für verfolgte Personen einzutreten. Elly Ney hatte persönlichen Umgang mit vielen prominenten Politikern der NSDAP, es ist jedoch nur ein persönliches Zusammentreffen mit Hitler belegt.
Der Historiker Michael Kater kommt aufgrund der vorliegenden Quellen zu dem Urteil, dass Ney eine fanatische Nationalsozialistin war und ihr unverbrüchlicher Antisemitismus einmalig unter den herausragenden Musikern jener Zeit. Der Historiker Hans Mommsen zählt Elly Ney zu den Personen, die die Nazi-Diktatur aktiv getragen und moralisch gestützt haben.
Nach Interpretation von Beatrix Borchard setzte Ney das System Beethoven ein, um den Zweiten Weltkrieg als kulturellen Abwehrkampf gegen Klänge und Rhythmen, die sie wie den Jazz als minderwertig und artgefährlich sah, zu rechtfertigen. Ney zitierte häufig bei Kerzenschein das Heiligenstädter Testament, ehe sie ihr Konzert begann. Nach Berichten der New York Times und des Hamburger Abendblatts hat Elly Ney ihre Konzerte mit dem Hitlergruß eröffnet.
Kurt Wolff, ein nach New York emigrierter Jugendfreund von Elly Ney, schrieb an ihren Lebenspartner Willem van Hoogstraten in einem Brief aus dem Jahr 1947, dass er es bei ihrer Leidenschaft und ihrem Temperament sehr gut verstehe, dass sie 1933 auf die „braunen Götter“ hereingefallen sei. Er fragte aber, wie es sein könne, dass sie 1937 in die Partei eintrat und zwischenzeitlich nicht bemerkte, was vorging.
Der 1952 amtierende Oberbürgermeister von Bonn, Peter Maria Busen, erklärte, Elly Ney habe ihm bei einem Besuch mündlich mitgeteilt, sie sei den Täuschungen des Nationalsozialismus erlegen wie andere und bedaure das tief und ehrlich. Mit Entsetzen habe sie später die Erkenntnis von dem verderblichen Einfluss des Nationalsozialismus und von seinen Verbrechen gewonnen. Bonn nahm nach dieser Einlassung ein Auftrittsverbot zurück. Zuvor hatte sich im Stadtrat von Bonn mehrfach die Fraktion der FDP für eine Aufhebung des Auftrittsverbots eingesetzt; eine Fürsprache des Ney-Bewunderers Theodor Heuss wird vermutet.
Wilhelm Hausenstein schrieb in seinen Tagebüchern:

„Es wurde mir glaubwürdig erzählt, dass amerikanische Offiziere nazistische Künstler heranholen, in privater, aber (bei Offizieren) doch immerhin offiziöser Form. So sei Elly Ney im Wagen zu einem General geholt worden, nach Bad Heilbronn, wenn ich es richtig behalten habe. Sie ist das Exemplar eines ebenso dummen wie talentierten Künstlertums; ihr Hitlerismus war die aufgelegte Blödheit (vielleicht mit einiger Hysterie vermischt) und ist, wenn überhaupt, so aus der Blödheit zu einem Teil exculpabel.“

In ihrer Autobiografie ging Elly Ney nicht auf ihre nationalsozialistische Vergangenheit ein, eine öffentliche Erklärung und Distanzierung ist nicht bekannt. Das wird kontrovers als Scham oder Starrsinn beurteilt.

## Ehrungen
- Josef Weinheber, Hans von Wolzogen, Heinrich Lersch, Agnes Miegel und Ina Seidel widmeten ihr Gedichte[7]
- 1927: Ehrenbürgerin von Bonn
- 1937: Verleihung des Titels Professor durch Hitler
- 1937: Silberne Olympia-Erinnerungsmedaille für den Einsatz bei den Olympischen Spielen 1936 durch Hitler
- 1937: Porträtierung durch den Maler Hans Trimborn. (Elly Ney war mit dem Maler und Musiker Hans Trimborn befreundet. Trimborn stand dem Nationalsozialismus anders als Ney distanziert gegenüber; sein expressionistisches Bild steht im Widerspruch zur damaligen Kunstdoktrin. Es ist unklar, ob Ney es sich deswegen nicht schenken ließ und es auch nicht erwarb und ob Trimborn damit seine Kritik an Ney ausdrücken wollte.[42])
- In den frühen 1940er Jahren erhielt Elly Ney die Beethoven-Medaille der Stadt Bonn.
- 1942: Ehrenfeier des Reichsgaus Salzburg anlässlich des 60. Geburtstags[43]
- 1943: Kriegsverdienstkreuz 2. Klasse für Truppenbetreuung
- 1943: Beethovenmedaille, am 17. Oktober u. a. mit Karl F. Chudoba[44][45]
- 1944: Ehrensenatorin der Universität Rostock („In Anerkennung ihrer außergewöhnlichen Verdienste um die Musikwissenschaft und ihres vorbildlichen künstlerischen Einsatzes in bombengeschädigten Städten“.)[46]
- 1952: Ehrenbürgerin von Tutzing[7]
- 1964: Bronzeportrait von Käte Krakow
- 1967: Konzert und Empfang durch die Stadt Bonn zum 85. Geburtstag

## Debatte über Ehrungen

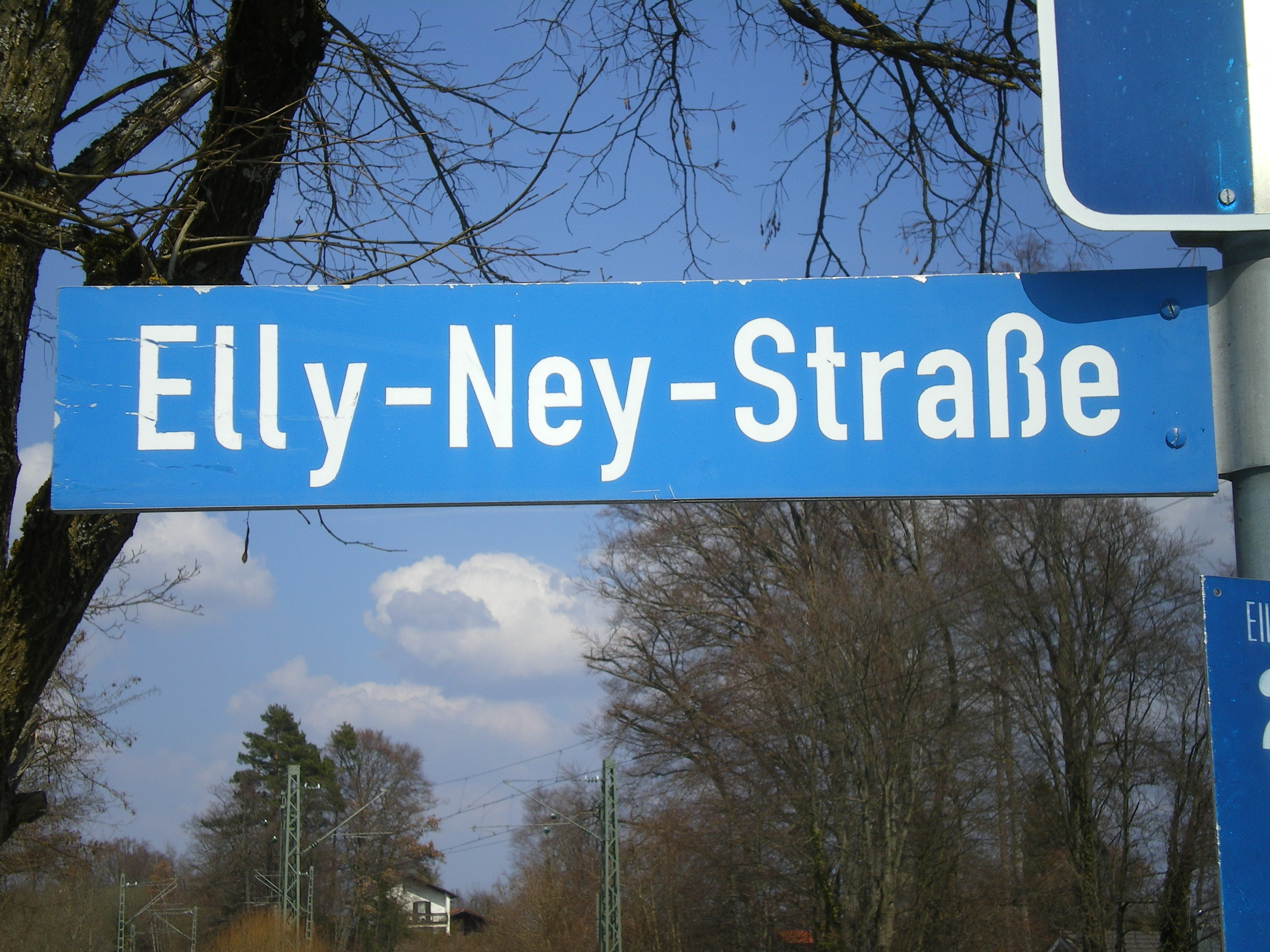
Nach Elly Ney benannte Straße in Tutzing (3. April 2009). Das Zusatzschild „Ehrenbürgerin“ wurde entfernt

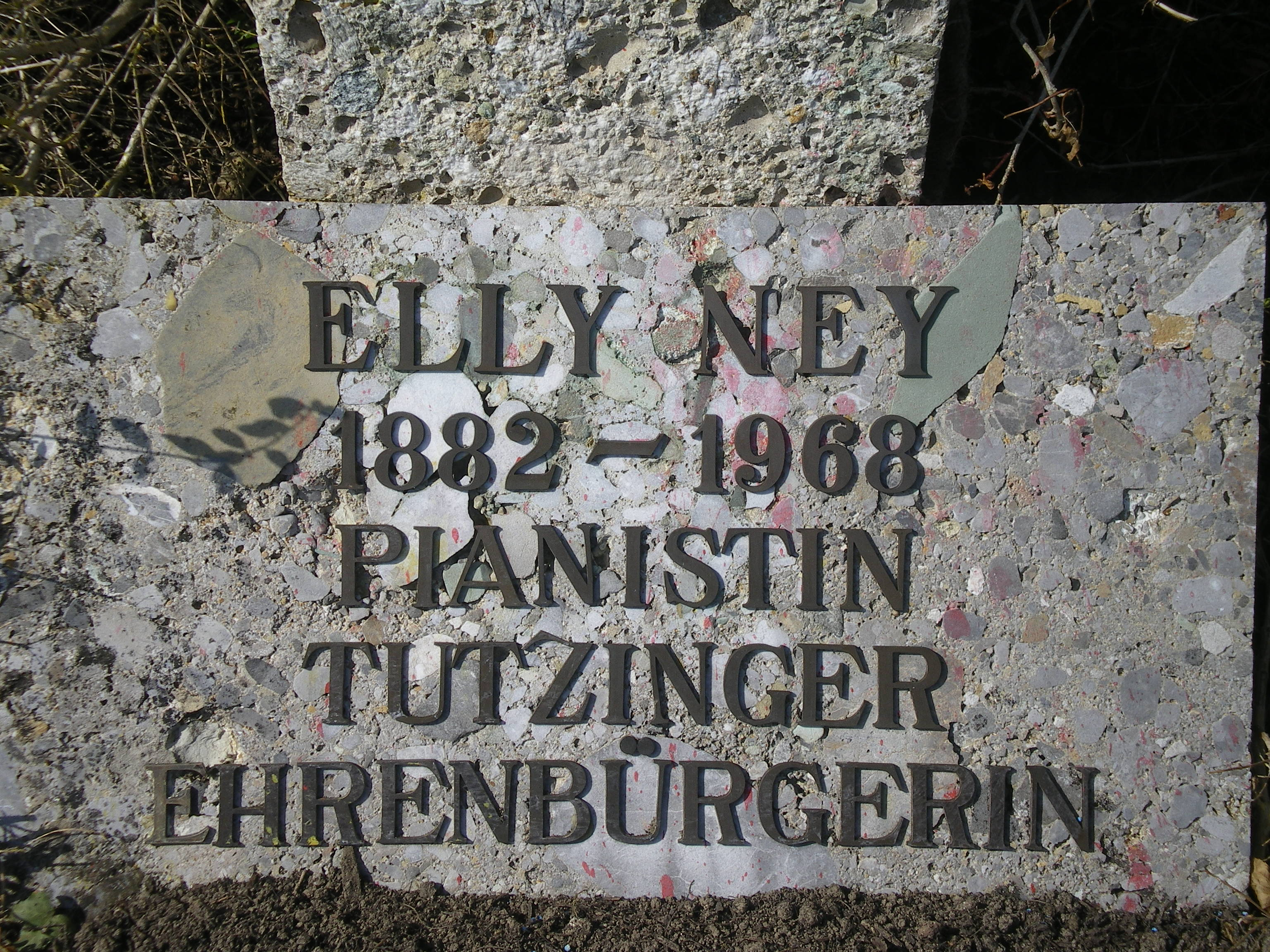
Alte Beschriftung des Elly-Ney-Denkmals an der Brahmspromenade in Tutzing.(3. April 2009) Die Tafel wurde 2010 ersetzt.

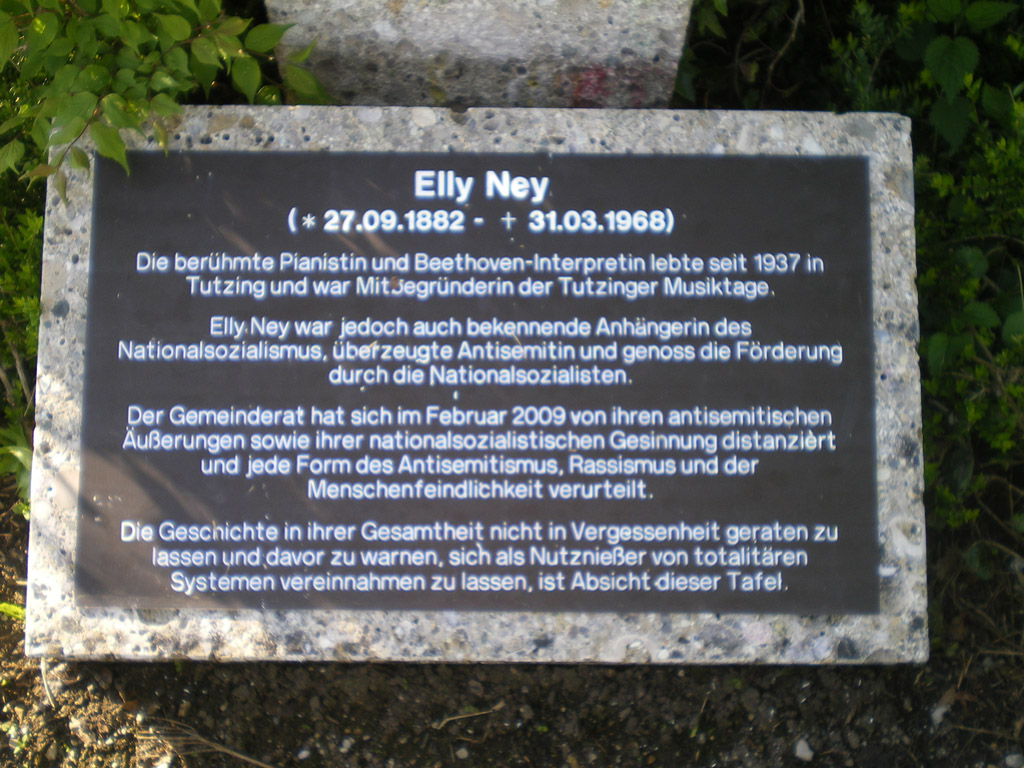
Der Text der neuen Tafel erinnert an die nationalsozialistische Vergangenheit der Pianistin. Der Hinweis auf die Ehrenbürgerschaft fehlt.

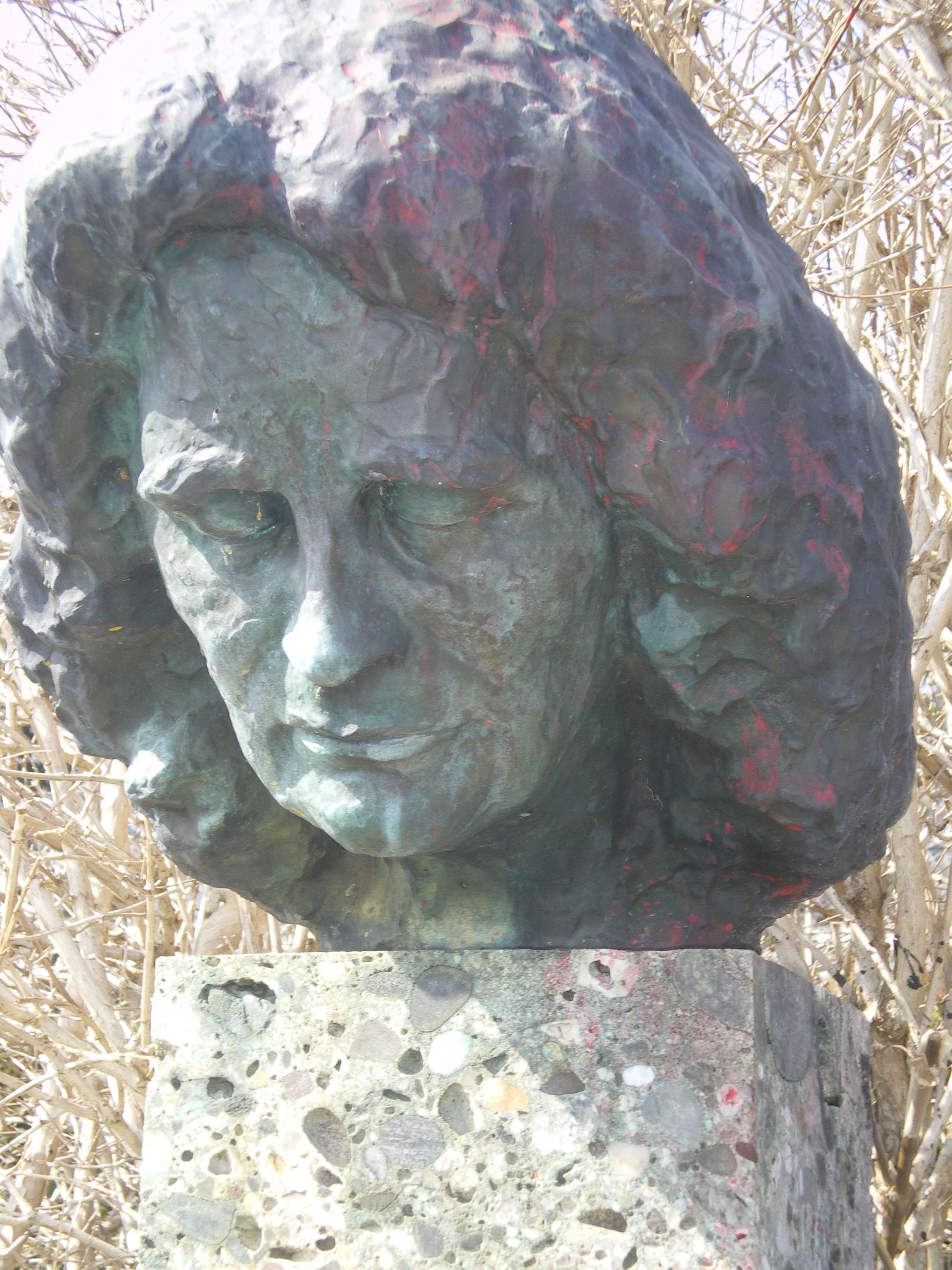
Elly-Ney-Denkmal an der Brahmspromenade in Tutzing, Detail (3. April 2009). Die rote Farbe sind Reste einer Beschädigung durch Unbekannte nach der umstrittenen Entscheidung des Tutzinger Gemeinderats, das Denkmal der in den Nationalsozialismus verstrickten Künstlerin nicht zu entfernen.

2008 begann in der Gemeinde Tutzing eine Debatte über die Ehrung von Elly Ney, die bundesweite Aufmerksamkeit erregte. Elly Ney ist Ehrenbürgerin der Gemeinde, ferner ist dort eine Straße nach ihr benannt und ihr wurde ein Denkmal an einer Promenade am Starnberger See gewidmet. Der bei der Kommunalwahl 2008 erstmals gewählte parteilose Bürgermeister Stephan Wanner ließ ein Bild von Elly Ney im Rathaus entfernen, was die Debatte auslöste. Unter anderem sprach sich die Vorsitzende des Zentralrats der Juden in Deutschland, Charlotte Knobloch, wegen der unzweifelhaft feststehenden antisemitischen Haltung gegen die fortgesetzte Ehrung von Elly Ney aus. Am 25. Januar 2009 veranstaltete die Evangelische Akademie Tutzing eine Podiumsdiskussion zur Ney-Problematik über Erinnerungskultur, die vom Fernsehen des Bayerischen Rundfunks am 31. Januar 2009 gesendet wurde.
Michael Kater, emeritierter Professor für Geschichte an der York-Universität in Toronto und Autor des Fachbuchs Die mißbrauchte Muse. Musiker und Komponisten im Dritten Reich, empfahl in einem Interview mit der Süddeutschen Zeitung deutliche Distanzierung. Er bewertete Ney als „abstoßende Figur der deutschen Musikgeschichte“. Ihr Antisemitismus sei unentschuldbar und teilweise schlicht egoistisch durch ihr lästige Konkurrenz jüdischer Musiker motiviert.
Hans Maier, Bayerischer Staatsminister a. D. und Professor für Geschichte und Politikwissenschaften, hält zur Beurteilung die Frage, ob sich Ney in der Nachkriegszeit vom Nationalsozialismus distanziert hat, für entscheidend. Wenige dazu vorhandene Dokumente werden jedoch kontrovers beurteilt. Maier vertritt die Auffassung, dass geehrte Künstler nicht unbedingt Vorbild-Qualitäten in ihrem gesamten Wirken haben müssen.
Der Gemeinderat von Tutzing beschloss am 9. Februar 2009 gegen den Antrag des parteilosen Bürgermeisters, das Elly-Ney-Denkmal an seinem Platz zu belassen, aber ein Zusatzschild mit einer Information zu ihrer nationalsozialistischen Verstrickung anzubringen. Über die Ehrenbürgerschaft müsse man nicht beraten, da diese mit ihrem Tod erloschen sei. Auf diesen juristisch zutreffenden Sachverhalt haben andere Gemeinden in ähnlichen Fällen mit der symbolischen Aberkennung einer historischen Ehrenbürgerschaft reagiert. Von dieser Möglichkeit der posthumen Aberkennung machte der Gemeinderat von Tutzing auf derselben Sitzung vom 9. Februar 2009 im Fall des früheren Münchner Gauleiters und Gründers des Konzentrationslagers Dachau Adolf Wagner Gebrauch, da in seinem Fall ein unterschiedlicher Unrechtsgehalt vorliege, Elly Ney sei hingegen nur „aktive Mitläuferin“ gewesen. Die in Vergessenheit geratene historische Ehrenbürgerschaft von Wagner in Tutzing war im Verlauf der Ney-Diskussion bekannt geworden. Das Ehrengrab von Elly Ney in Tutzing soll weiter auf Kosten der Gemeinde gepflegt werden, der Begriff Ehrenbürger soll aus der Beschriftung des Elly-Ney-Denkmals und der Elly-Ney-Straße entfernt werden. Der Gemeinderat distanzierte sich von den antisemitischen Aussagen von Elly Ney und ihrer Unterstützung des Nationalsozialismus.
Die Entscheidung wurde kritisch kommentiert, so von der Osnabrücker Zeitung als „beschämende Peinlichkeit“. Gerhard Summer schrieb in der Süddeutschen Zeitung: „Eine distanzierte Ehrung jedenfalls gibt es nicht – entweder man steht zu jemanden oder nicht.“ Die Elly-Ney-Gedenkstatue wurde am 11. Februar 2009 von unbekannten Tätern beschädigt; ein Zusammenhang mit der Entscheidung des Tutzinger Gemeinderats über das Denkmal wird vermutet.
Die Entscheidung über eine Neubeschriftung des Elly-Ney-Denkmals vertagte der Gemeinderat von Tutzing auf seiner Sitzung vom 16. Juni auf den 7. Juli 2009, da man sich noch nicht auf eine Formulierung einigen konnte. Unter anderem war von dem in Tutzing lebenden Journalisten Heinz Klaus Mertes das Augustinus-Zitat „Bekämpfe den Irrtum, nicht den, der irrt!“ vorgeschlagen worden. Die Gemeinde Tutzing teilte auf ihrer Internetseite im Juli 2009 mit: „Die Geschichte in ihrer Gesamtheit nicht in Vergessenheit geraten zu lassen und davor zu warnen, sich als Nutznießer von totalitären Systemen vereinnahmen zu lassen, ist Absicht dieser Tafel.“ Der Satz steht so auf der neuen Tafel, wodurch das ehrende Denkmal tendenziell zu einem Mahnmal umdefiniert wird.

## Kritische Auseinandersetzung in der Musikkultur
2008 wurde zur Erinnerung an den Pianisten Karlrobert Kreiten im Rahmen der Beethovenfesttage in Bonn ein von Hans Christian Schmidt-Banse zusammengestelltes „Concerto Recitativo“ mit Titel An diesem unglückseligen 3. Mai des Jahres 1943 aufgeführt. Kreiten hatte sich im privaten Kreis kritisch zum Nationalsozialismus geäußert und war nach Denunziation hingerichtet worden. Dem wurde in den verlesenen Texten das Verhalten von Elly Ney gegenübergestellt, die sich, ihre Kunst und die Musik Beethovens in den Dienst des Nationalsozialismus stellte.

## Trivia
Elly Ney wurde auch als Reichsklaviergroßmutter, Witwe Beethoven und später als Hitlers Pianistin bezeichnet. Dieses letztere Epitheton ist jedoch missverständlich, da es Ney trotz einiger Versuche nicht gelang, Hitler persönlich vorzuspielen; ihre Unterstützung bezog sich auf das nationalsozialistische Regime.
Mauricio Kagel ließ in seinem Film Ludwig van eine Elly Ney darstellende Karikatur in einer satirischen Sequenz die Waldstein-Sonate spielen und Beethoven zitieren.
Der in Wien ansässige Pianist und Puppenspieler Norman Shetler, ein großer Verehrer von Elly Ney, lässt bei seinen Aufführungen eine Puppe namens „Nelly Ei“ auftreten, die zu den Klavierklängen von Beethovens 5. Sinfonie mit ganzem Körpereinsatz auf ein kleines Klavier eindrischt.

## Veröffentlichungen
- mit Josef Magnus Wehner: Ein Leben für die Musik. Schneekluth Verlag, Würzburg 1952. (2. und 3. Auflage unter dem Titel: Erinnerungen und Betrachtungen: Mein Leben aus der Musik. Bearbeitung: Josef Magnus Wehner. Paul Pattloch Verlag, Aschaffenburg 1957)